# Bistum Santa Maria de Los Ángeles
Das Bistum Santa Maria de Los Ángeles (lat.: Dioecesis Sanctae Mariae Angelorum, span.: Diócesis (de Santa María) de Los Ángeles) ist eine in Chile gelegene Diözese der römisch-katholischen Kirche mit Sitz in Los Ángeles. 

## Geschichte
Das Bistum Los Ángeles wurde am 20. Juni 1959 durch Papst Johannes XXIII. aus Gebietsabtretungen des Erzbistums Concepción und des Bistums Temuco errichtet. Es ist dem Erzbistum Concepción als Suffraganbistum unterstellt. 

## Bischöfe von Santa Maria de Los Ángeles
- Manuel Sánchez Beguiristáin, 1959–1963, dann Erzbischof von Concepción
- Luis Yáñez Ruiz Tagle, 1964–1965
- Alejandro Durán Moreira, 1966–1970, dann Bischof von Rancagua
- Orozimbo Fuenzalida y Fuenzalida, 1970–1987, dann Bischof von San Bernardo
- Adolfo Rodríguez Vidal, 1988–1994
- Miguel Caviedes Medina, 1994–2006
- Felipe Bacarreza Rodríguez, 2006–2024
- Cristián Castro Toovey, seit 2024